# Kínai történet
A Kínai történet (tradicionális kínai: 黃飛鴻, egyszerűsített kínai: 黄飞鸿, pinjin: Huáng Fēihǒng, angolul: Once Upon a Time In China) 1991-ben bemutatott hongkongi film Jet Livel a főszerepben. A film pozitív fogadtatásra lelt nyugaton is, a Rotten Tomatoes kritikusai összességében 88%-osra ítélték a filmet. A film az 1992-es Hong Kong Film Awards díjátadón négy díjat nyert (legjobb rendező, legjobb akció-koreográfia, legjobb vágás, legjobb eredeti filmzene). Jet Li egyik legjobb filmjének tartják. A film helyet kapott az 1001 film, amit látnod kell, mielőtt meghalsz című filmkritika-gyűjteményben is.

## Televíziós megjelenések
RTL Klub